# 斯特凡娜·奥德朗
斯特凡娜·奥德朗（法語：Stéphane Audran，1932年11月8日—2018年3月27日），法国女演员。曾获得英国电影学院奖最佳女主角。